# Ле-Сёр
Ле-Сёр (фр. Le Seure) — коммуна во Франции, находится в регионе Пуату — Шаранта. Департамент коммуны — Шаранта Приморская. Входит в состав кантона Бюри. Округ коммуны — Сент.
Код INSEE коммуны — 17426.

## Население
Население коммуны на 2010 год составляло 237 человек.
| 1962 | 1968 | 1975 | 1982 | 1990 | 1999 | 2010 |
| ---- | ---- | ---- | ---- | ---- | ---- | ---- |
| 231  | 239  | 215  | 203  | 207  | 212  | 237  |